# Jason Reitman
Jason Reitman (Montreal, 19 oktober 1977 is een Canadees-Amerikaans filmregisseur, scenarioschrijver en producent. Hij is het bekendst van zijn langspeelfilms Thank You for Smoking (2005), Juno (2007), Up in the Air (2009) en Young Adult (2011).

## Biografie
Jason Reitman werd op 19 oktober 1977 geboren in Montreal, Quebec als zoon van de Canadese regisseur Ivan Reitman. Na hem werden nog zijn zussen Caroline en actrice Catherine geboren. Via zijn vaderskant is hij joods. Door de baan van zijn vader, verhuisde het gezin in Jasons kindertijd naar Los Angeles. Hierdoor beschikt hij zowel over het Canadese als het Amerikaanse staatsburgerschap.

## Carrière
Reitmans eerste film Thank You for Smoking verscheen in 2005. Deze film was gebaseerd op een boek van Christopher Buckley en door Reitman zelf bewerkt tot een filmscript. De film was zowel een succes bij het publiek als bij de critici, draaide wereldwijd een omzet van 39 miljoen dollar en werd genomineerd voor twee Golden Globes.
Zijn tweede film Juno deed in 2007 veel stof opwaaien op het Toronto Film Festival. Het oogstte veel lof van de critici en werd genomineerd voor de Oscars voor beste film, beste actrice (Ellen Page), beste originele script (Diablo Cody) en beste regisseur. Wereldwijd werd er met deze film ruim 140 miljoen dollar verdiend.
In 2009 regisseerde Reitman Up in the Air, met George Clooney in de hoofdrol. Deze film is gebaseerd op een script van Walter Kirn dat verhaalt over een man die reist van bedrijf tot bedrijf om in hun opdracht mensen te ontslaan. De acteurs die ontslagen worden, zijn in werkelijkheid werknemers die net ontslagen zijn ten gevolge van de kredietcrisis. De film is in dat opzicht dan ook een elegie over dit onderwerp.
In 2011 werkte Reitman voor de derde keer samen met Diablo Cody. Het resultaat hiervan was de film Young Adult met Charlize Theron als hoofdrolspeelster. De film gaat over een 37-jarige ghostwriter van jeugdboeken die op het punt staat om terug te keren naar het dorp van haar jeugd, nadat ze van haar uitgever te horen krijgt dat de jeugdboekenreeks stopgezet zal worden. Eenmaal aangekomen, kan ze het niet verkroppen dat haar jeugdliefde wel verder is gegaan met zijn leven.
De critici loofden de film, maar het publiek was niet zo overtuigd en het was dan ook een commerciële tegenvaller voor Reitman met een nettowinst van slechts 10 miljoen dollar.

## Persoonlijk
In 2004 trouwde Reitman met schrijfster Michele Lee, van wie hij in juni 2011 scheidde.

## Filmografie

### Als regisseur

#### Speelfilms
- Thank You for Smoking – 2005
- Juno – 2007
- Up in the Air – 2009
- Young Adult – 2011
- Labor Day – 2013
- Men, Women & Children – 2014
- Tully – 2018
- The Front Runner – 2018
- Ghostbusters: Afterlife - 2021